# Degustació

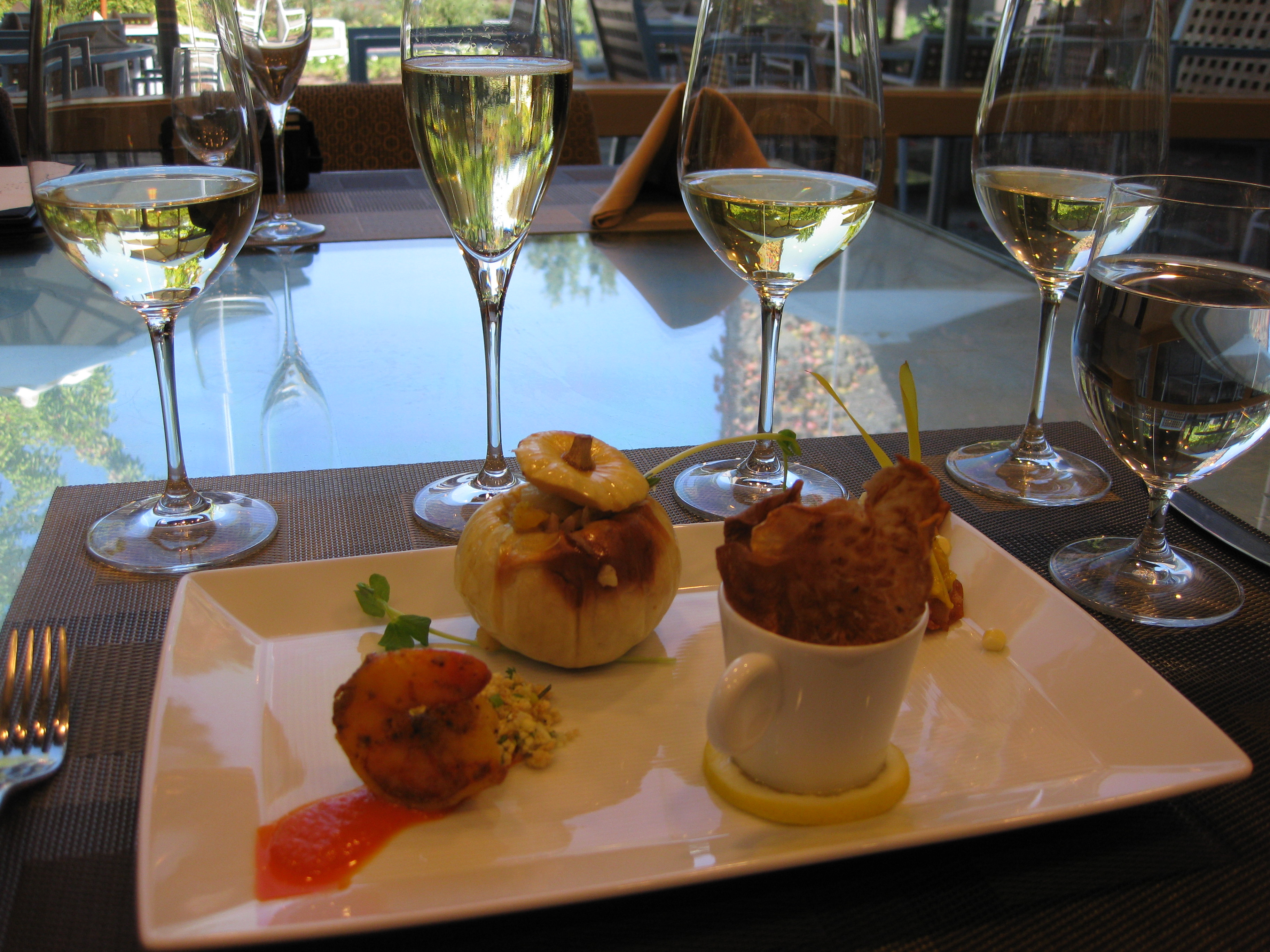
Una selecció de plats de degustació i vins

La degustació o tast és la degustació acurada i apreciada de diversos aliments, centrada en el sistema gustatiu, els sentits, l'alt art culinari i la bona companyia. Normalment consta de molts plats, pot anar acompanyat d'una degustació de vins que complementa cada plat.

## Història
La degustació moderna probablement prové de les cuines franceses de principis del segle XX i és diferent dels àpats anteriors amb molts plats perquè aquests àpats se servien com a àpats complets a cada plat.

## Exemples
Tastar una selecció de formatges, a casa o en un restaurant, també es pot anomenar degustació. Normalment es trien de tres a quatre varietats, que inclouen generalment un formatge semi-tou, un formatge de cabra i un formatge blau. Les varietats més fortes es tasten normalment les darreres.
Una degustació de sis plats pot incloure dos productes de marisc, carn vermella i postres amb vins coincidents, mentre que el mateix menú podria haver afegit un element vegetarià i qualsevol altre tipus de plat per ampliar el menú, per exemple a un menú de degustació de nou plats.
Les tapes són similars a la degustació, però no és en si mateix un menú complet que ofereixi els plats d'autor dels xefs, sinó que ofereix una varietat entre la qual el comensal pot triar.